# Bouconvillers
Bouconvillers is een gemeente in het Franse departement Oise (regio Hauts-de-France) en telt 362 inwoners (1999). De plaats maakt deel uit van het arrondissement Beauvais.

## Geografie
De oppervlakte van Bouconvillers bedraagt 4,8 km², de bevolkingsdichtheid is 75,4 inwoners per km².
De onderstaande kaart toont de ligging van Bouconvillers met de belangrijkste infrastructuur en aangrenzende gemeenten.

## Demografie
Onderstaande figuur toont het verloop van het inwonertal (bron: INSEE-tellingen).